# 卡諾拉站
卡諾拉站（英語：Canora Station）是大都會快速網絡的未來車站，預計將於2025年10月啟用。該站位於加拿大魁北克省滿地可的Glenmount社區，皇家山镇以東。該站月台位于皇家山隧道西入口的西北部。
在2020年5月之前，該站一直是Exo的二山和Mascouche线上的通勤火车站。

## 历史
该站位於卡諾拉路7300號，Jean-Talon 街西北方向。
從1918 年加拿大北方铁路二山線通車开始，直到 1993 年至 1995 年对该线路进行现代化改造，该车站因其位于皇家山隧道的西北端而被称为Portal Heights 。在重新开放时，该站被重新命名为 Canora，这是加拿大北方铁路 (CaNoRa) 的混合词，以纪念该线路的创始者。
自开通以来，该车站不仅受到皇家山镇居民的青睐，也因其可通过隧道快速连接到市中心而受到Côte-des-Neiges区居民的青睐。
作为将二山线改造成大都會快速網絡项目的一部分，圣杰罗姆线上毗邻卡诺拉 (Canora) 的地方將會建造一个橫跨Jean-Talon街的连接站。 
自2018年5月起，該站開始因為大都會快速網絡工程而和皇家山站一同改為單線雙程行車，後來更於2020年5月11日起關閉，以方便工程繼續進行。 該站原定於2024 年重新开放， 但后来則被推迟到 2025 年 10 月。 

## 連接巴士路線
| 92  | Jean-Talon |
| 160 | Barclay    |
| 372 | Jean-Talon |